# Arctostaphylos imbricata
Arctostaphylos imbricata là một loài thực vật có hoa trong họ Thạch nam. Loài này được Eastw. mô tả khoa học đầu tiên năm 1931.